# 김석환 (성우)
김석환(1973년 3월 19일 ~ )은 대한민국의 성우이다. 2006년 KBS에 입사했다.

## 주요 출연작품

### 애니메이션
- 내 친구 우비소년 (KBS) - 펭귄아저씨
- 롤러코스터보이 노리 (KBS) - 베가스 / 그랜파크
- 오토마을 붕붕친구들 (KBS) - 데릭
- 부루와 숲속 친구들 (KBS) - 키리 / 거미 할아버지
- 키오카 (KBS) - 바우, 스노우볼맨
- 마스크 마스터즈 (KBS) - 혼마, 청룡
- 라이브온 카드리버 (재능TV) - 서준 집사
- 고 포 스피드 (재능TV) - 케이
- 꼬마기차 추추 (KBS) - 용 아저씨

### 영화
- 슬럼독 밀리어네어 (KBS) - 콜 센터 교육생(아르피 라바)
- 카운터피터 (KBS) - 구스타프(마티아스 룬)
- 디파이언스 (KBS) - 페레츠 (마틴 핸콕)
- 블룸 형제 사기단 (KBS) - 경찰 서장(블라디미르 쿨하비)
- 사이즈의 문제 (KBS)
- 배트맨 2 (KBS) - 팽귄의 부하(빈센트 스키아벨리) / TV 방송 음성
- 캐치 미 이프 유 캔 (KBS) - FBI 국장(크리스 엘리스) / 수표 전문가(맥스 커스틴)
- 쓰리 킹즈 (KBS) - 티복스(크리스토퍼 로르)
- 써로게이트 (KBS) - 장군(마이클 커들리츠) / VSI 직원 / 캔터 박사의 비서
- 웨이 백 (KBS) - 안드레이(마크 스트롱)
- 원시소년 바타의 모험 (EBS)
- 삼국지 극장판 (CHING) - 손견
- 첫 키스만 50번째 (KBS) - 더그(숀 애스틴)
- 자유로운 세계 (KBS) - 토니(데이비드 도일)
- 미스 에이전트 (KBS) - 클론스키(존 디레스타) / 경비원(지미 그레이엄)
- 인 굿 컴퍼니 (KBS) - 테오 (팀 로즈)
- 컨스피러시 (KBS) - 라디오 방송(스티븐 리)

### 외화
- 토치우드 (KBS) - 피전 (브렌던 휴스)
- 삼국지 (KBS) - 전풍
- 초한지 (KBS) - 장한 (조위우)
- 판관 포청천 2012 (채널A) - 라북

### 방송
- 역사추적 (KBS) - 정조
- 세상의 모든 다큐 (KBS) - 찰스 모즐리 / 조너선 마즈든
- EBS 다큐프라임 - 커뮤니케이션의 힘 (EBS1) - 내레이션
- 채널A 특별기획 - 굳어가는 혈관, 콜레스테롤을 잡아라 (채널A) - 내레이션

### 라디오
- 2016.09.27 ~ 09.28 KBS 라디오 특별기획 <청렴사회로 가는 길>